# Parramatta Power
Parramatta Power is een voormalige Australische voetbalclub uit Sydney in de staat New South Wales. De club speelde in de National Soccer League.

## Geschiedenis
Parramatta Power werd opgericht in 1998. In het seizoen 2003/2004 bereikte de club de finale van de National Soccer League. Perth Glory won deze finale na verlengingen met 1-0. Het was de laatste wedstrijd in de NSL en tegelijk met de competitie werd ook Parramatta Power opgeheven.

## Bekende spelers
- Michael Beauchamp
- Simon Colosimo
- Ahmad Elrich
- Brett Holman
- Mile Sterjovski
- Brendon Santalab